# إريك ألين
إريك ألين (بالإنجليزية: Eric Allen)‏ هو لاعب كرة قدم أمريكية ولاعب كرة قدم كندية أمريكي، ولد في 18 مايو 1949 في جورجتاون في الولايات المتحدة، وتوفي في 27 أكتوبر 2015.

## روابط خارجية
- إريك ألين على موقع كلية كرة القدم في سبورتس رفرنس.كوم (الإنجليزية)